# Park Narodowy Andringitra
Park Narodowy Andringitra – park narodowy położony w południowej części Madagaskaru. Został założony w 1999 roku. Powierzchnia 31160 ha. Obejmuje masyw górski Andringitra, z najwyższym szczytem Boby (2658 m n.p.m.). Niezwykła różnorodność biologiczna (np. około 55 gatunków żab), liczne gatunki endemiczne oraz ciekawe formy terenu czynią z niego niebanalną atrakcję turystyczną. Wpisany na listę światowego dziedzictwa UNESCO jako część obiektu lasy deszczowe Atsinanana.